# Ястшембець (герб)

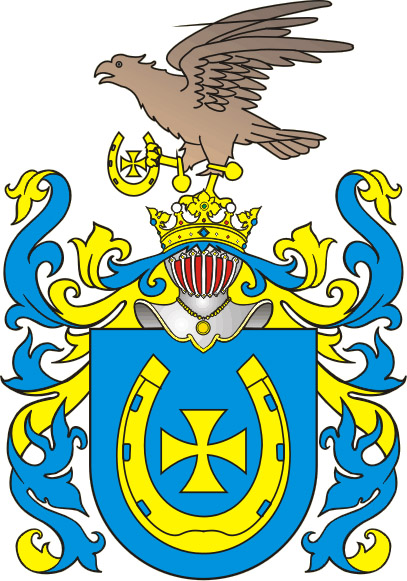

Яструбець, Ястшембець, Болещиць, Болести, Кудбржин, Канева, Лазанки (пол. Jastrzębiec, Boleszczyc, Bolesty, Kudbrzyn, Kaniowa, Lazanki) — шляхетський герб низки українських, польських, литовських, білоруських родів. Зустрічається вперше у документах, датованих 1386 роком, з 1401 року носить сучасну назву.
Після Городельської унії 1413 року ряд гербів, в тому числі Яструбець, були закріпленні за представниками литовсько-руської (української) шляхти, відбулось зрівняння прав шляхти католицького віровизнання Королівства Польського та шляхти Великого князівства Литовського, Руського та Жемайтійського. Відповідно до Унії герб було закріплено за Немиром (Nemir) — старостою Полоцька.

## Опис
У синьому полі щита золота підкова вухами догори, всередині якої золотий кавалерський хрест. Щит увінчаний лицарським шоломом, вкритим синім наметом із золотим підбиттям, і шляхетською короною. Клейнод: яструб, що злітає, з золотими дзвінками на лапах, у правій тримає підкову з хрестом (як у щиті).
Існують варіанти герба з срібною стрілою замість хреста, із зображенням яструба на хресті, з 3-6 променевими зірками над підковою з хрестом.
З гербом Яструбець споріднені герби Заглоба, Побуг, Лада та Бялиня.

## Роди
Включає 1108 родів Білорусі, України, Литви і Польщі зокрема Берестовські, Боґуші, Бжазовські, Вітовські, Завістовські, Немировичі, Немировичі-Щити, Пратосовичі, Кузьминські, Свенцицькі, деякі з яких включені в Загальний гербовник дворянських родів Російської імперії.
- Виджги
- Крашевські
- Барвінські
- Рудницький|Рудницькі
- Шумський|Шумські
- Свєнціцькі
- Зборовські
- Кузьминські
- Шваби

## Носії
- Самійло Зборовський (1540—1584) — військовий і політичний діяч Речі Посполитої, ротмістр коронний, магнат. 14-тий Гетьман Війська Запорозького
- Олександр Шумський (1890—1946) — український радянський державний і політичний діяч. Активний поборник українізації. Ректор Санкт-Петербурзького державного політехнічного університету в 1929 році.
- Олександр Барвінський (1846—1926) — український громадсько-політичний діяч Галичини, історик, педагог.
- Войцех Ястшембець (1362—1436) — архієпископ гнезненський, примас Польщі та Литви (1423–1436).
- Вержбовський Станіслав (1659 — 1728) — польський мемуарист
- Марія Водзинська (1819 — 1896) — польська художниця другої половини XIX століття.

## Різновиди
- Бернартович-Ґєйштоф (герб)
- Нємиські